# Dunblane
Dunblane é uma cidade da Escócia, localizada na área de Stirling. É a cidade natal dos tenistas Andy Murray e Jamie Murray.Em 1996 foi palco de um massacre em uma Escola Primária no qual matou 16 crianças e um professor.